# Jodczyce
Jodczyce (biał. Ёдчыцы, Jodczycy; ros. Ёдчицы, Jodczicy) – wieś na Białorusi, w obwodzie mińskim, w rejonie kleckim, w sielsowiecie Morocz.

## Historia
W dwudziestoleciu międzywojennym leżały w Polsce, w województwie nowogródzkim, w powiecie nieświeskim, w gminie Hrycewicze. W 1921 miejscowość liczyła 727 mieszkańców, zamieszkałych w 125 budynkach, w tym 534 Białorusinów, 189 Polaków, 3 Żydów i 1 osobę innej narodowości. 707 mieszkańców było wyznania prawosławnego, 17 rzymskokatolickiego i 3 mojżeszowego.
Miejscowość położona była wówczas przy granicy ze Związkiem Sowieckim. Na początku lat 20. mieściły się tutaj kompania i dwie placówki 29 Batalionu Celnego, a następnie kompania i dwie placówki 29 Batalionu Straży Granicznej. Od 1925 znajdowała się tutaj strażnica KOP „Jodczyce”.
Po II wojnie światowej w granicach Związku Sowieckiego. Od 1991 w niepodległej Białorusi.